# 宽丝獐牙菜
宽丝獐牙菜（学名：Swertia dilatata）为龙胆科獐牙菜属下的一个种。

## 扩展阅读
- 維基物種上的相關：宽丝獐牙菜